# Christian Clemens
Christian Clemens (Colonia, 4 de agosto de 1991) es un exfutbolista alemán que jugaba de centrocampista.

## Trayectoria

### FC Koln
Comenzó su carrera en el año 1997 en el SC Weiler-Volkhoven. A los 10 años se unió al FC Colonia y fue ascendiendo a través de todas las divisiones inferiores del club.  En 2009 llegó al segundo equipo, con el que jugó once partidos en la Regionalliga West. Desde la temporada 2010-2011 integra el primer equipo. Su primera aparición como profesional se dio el 15 de agosto de 2010 en un partido por la DFB Pokal contra el ZFC Meuselwitz. Su debut en la Bundesliga fue el 12 de septiembre de 2010, en la victoria por 1 a 0 contra el FC St. Pauli. Su primer gol en la Bundesliga lo anotó el 11 de diciembre de 2010 contra el Eintracht Frankfurt. Su primer doblete lo marcó el 10 de diciembre de 2011 en una victoria por 4 a 0 ante el SC Freiburg.

### FC Schalke 04
En el mercado de verano de 2013, Clemens fue traspasado al Schalke 04. Firmó un contrato de cuatro años y comenzó a usar la camiseta número 11. Su primer partido con el Schalke fue en la primera ronda de la DFB Pokal ante el FC Nöttingen, en el cual Clemens fue amonestado. Su debut en la Bundesliga fue en la primera fecha de la temporada 2013-2014 contra el Hamburgo, partido que terminó empatado 3 a 3, con Clemens marcando el último gol de su equipo.

### Maguncia 05
En el mercado de invierno de 2015, Clemens fue cedido al Maguncia 05 desde el FC Schalke 04, hasta mediados de 2016

## Selección nacional
Jugó para varios equipos juveniles de la selección alemana y el 6 de septiembre de 2010 debutó con la selección sub-20 de su país en la victoria por 3 a 2 contra Suiza, donde marcó uno de los goles de su selección. El 6 de febrero de 2011 fue convocado para la selección sub-21 en el partido contra Grecia.

## Clubes
| Club                          | País     | Año       |
| ----------------------------- | -------- | --------- |
| 1. F. C. Colonia II           | Alemania | 2009-2010 |
| F. C. Colonia                 | Alemania | 2010-2013 |
| F. C. Schalke 04              | Alemania | 2013-2016 |
| 1. FSV Maguncia 05 (préstamo) | Alemania | 2015-2016 |
| 1. FSV Maguncia 05            | Alemania | 2016      |
| F. C. Colonia                 | Alemania | 2017-2021 |
| SV Darmstadt 98               | Alemania | 2021      |
| Lechia Gdańsk                 | Polonia  | 2022-2023 |
| 1. F. C. Düren                | Alemania | 2023-2024 |

## Estilo de juego
Clemens jugaba principalmente como volante, tanto por derecha como por izquierda, pero también podía desempeñarse de volante central. Clemens se autodefine como más fuerte en los costados y en los duelos individuales contra los adversarios y en su velocidad. Su estilo de juego también se caracteriza por su dinamismo y por su potencia en el tiro.